# Renato Olive
Renato Olive (Putignano, 6 aprile 1971) è un allenatore di calcio ed ex calciatore italiano, di ruolo centrocampista.

## Caratteristiche tecniche

### Giocatore
Centrocampista centrale molto grintoso, in carriera ha collezionato ben 7 cartellini rossi, di cui 3 nel solo campionato 1999-2000.

## Carriera

### Giocatore

#### Monopoli e Lecce
Nato a Putignano in provincia di Bari ma cresciuto e da sempre residente a Fasano (BR), città della sua famiglia, dopo essere cresciuto calcisticamente nella Primavera del Monopoli, nel 1992 con la maglia della Vis Pesaro realizza 9 reti.
Passato al Lecce, in Serie B, per la stagione 1992-1993, esordisce il successivo 20 settembre nell'1-1 contro il Cesena. Il primo gol nella serie cadetta arriva il 10 gennaio 1993 ai danni del Bologna. Vince il campionato nel 1993 e debutta in Serie A coi salentini il 30 gennaio 1994, dopo una pausa di quasi un anno. Le due stagioni successive è a Lecce, dove vive l'esperienza della doppia retrocessione e scende in Serie C1.

#### Andria e Perugia
Nel 1996 va alla Fidelis Andria, vince il campionato di Serie C1; gioca coi pugliesi la prima parte di stagione 1997-1998 in Serie B. Il mercato di gennaio va a Perugia, e ottiene la promozione battendo il Torino allo spareggio di Reggio Emilia.
Nella stagione 1998-1999 in Serie A, dove trova 2 reti e ben 3 espulsioni e nella stagione 1999-2000 segna 6 reti, tra cui una doppietta alla Roma il 13 febbraio 2000 (prima doppietta in massima serie).

#### Bologna, Napoli e Parma
Nel 2000 è al Bologna e disputa tre stagioni in Serie A, sino al 2003. Con i rossoblu colleziona 5 reti, di cui 3 nella sua prima stagione.
Nel 2003 va al Napoli, in Serie B, dove trova poco spazio, appena 17 presenze e rimediando anche un'espulsione. Nel 2004 va al Parma, collezionando appena 8 presenze di cui soltanto 3 partendo titolare.

#### Catania
A marzo 2006, dopo aver passato la prima parte di campionato senza squadra, firma contratto col Catania. Coi siciliani ottiene una sola presenza in Serie B, il 23 aprile seguente subentrando a De Zerbi a pochi minuti dalla fine nella gara vinta 4-2 sul campo della Cremonese; nonostante ciò può fregiarsi della promozione ottenuta dalla compagine siciliana.

#### Ritorno a Bologna e Ravenna
Dopo un altro campionato senza squadra, nel marzo 2007, a 36 anni, torna al Bologna, rimanendovi fino a fine stagione. Troverà spazio una sola volta, il 10 giugno 2007 all'ultima di campionato, giocando la gara da titolare vinta 5-2 contro l'Albinoleffe.
Per la stagione 2007-2008, l'ultima della sua carriera, si accasa al Ravenna, fresco di promozione in Serie B. Collezionerà 27 presenze, l'ultima delle quali il 1º giugno 2008 all'ultima giornata, nello 0-0 contro il Cesena, sua ultima presenza in carriera.
A fine stagione la squadra romagnola retrocede e lui, ritiratosi dal calcio, inizia a frequentare il corso per allenatori a Coverciano.

### Allenatore
Il 21 febbraio 2011 diventa il nuovo tecnico del Fasano, subentrando a Alessandro Longo. A fine stagione la squadra si piazza ottava nel girone di Eccellenza pugliese, nonostante ciò a fine stagione il tecnico non viene confermato.
Dal 2013 al 2015 segue Donadoni divenendo dapprima collaboratore tecnico al Parma e poi seguendolo anche al Bologna, sino all'esonero dell'allenatore e al cambiamento dello staff tecnico nel 2018.

## Palmarès

### Giocatore

#### Competizioni nazionali
- Campionato italiano Serie C2: 1

Vis Pesaro: 1991-1992 (girone B)
- Campionato italiano Serie C1: 2

Lecce: 1995-1996 (girone B)
Fidelis Andria: 1996-1997 (girone B)